# Ludington Building
Pour les articles homonymes, voir Ludington.
Le Ludington Building est un bâtiment commercial historique de la ville de Chicago, dans l'État de l'Illinois, aux États-Unis. Le bâtiment se trouve au 1104 South Wabash Avenue dans le quartier de South Loop, dans le secteur financier du Loop. Achevé en 1892, il s'agit de l'un des plus anciens bâtiments à ossature en acier encore existant à Chicago.
L'emplacement du bâtiment est privilégié car il se trouve à proximité immédiate de Michigan Avenue (artère commerçante comprenant également de nombreux bâtiments classés au patrimoine historique). Non loin de là se trouve le cœur du secteur financier du Loop (au nord), le Grant Park (plus grand parc public du centre-ville) et le Museum Campus (tous deux situés à l'est), et le cœur commercial du secteur de Near South Side (au sud-est).

## Description
Le bâtiment est situé au 1104 South Wabash Avenue, dans le sud du secteur financier du Loop (Downtown Chicago). Achevé en 1892, le Ludington Building a été conçu dans le style de l'École de Chicago (un mouvement architectural aussi connu sous le nom de « style Chicago ») et représente l'un des points forts de son concepteur William Le Baron Jenney, l'architecte connu pour avoir dessiné les plans du premier gratte-ciel de l'histoire de l'architecture (le Home Insurance Building à Chicago en 1885). L'architecte et ingénieur Jenney a formé de nombreux architectes influents de Chicago au tournant du XXe siècle, dont le célèbre Louis Sullivan.
Érigé en 1890 à Chicago, le Rand McNally Building est le premier bâtiment à utiliser une ossature en acier aux États-Unis, un type de construction qui a changé l'architecture moderne. À l'instar du Monadnock Building, construit entre 1890 et 1893 par les architectes Daniel Burnham et John Wellborn Root, le Ludington Building constitue l'un des plus anciens bâtiments à ossature en acier encore debout à Chicago.
Doté de huit étages et couvrant une surface d'environ 16 443 mètres carrés (177 000 pieds carrés), le bâtiment constitue l'une des premières structures entièrement recouverte de terre cuite. Le Ludington Building marque également une étape importante dans l'évolution de la ville de Chicago et dans son leadership pour le développement et l'utilisation de matériaux de construction tels que la terre cuite. La pureté de forme et la délicatesse de ses détails ornementaux en font l'un des bâtiments les plus remarquables du quartier de South Loop sur le plan esthétique selon la Commission on Chicago Landmarks (« Commission des lieux remarquables de Chicago »).
Le Ludington Building fut inscrit sur la prestigieuse liste du Registre national des lieux historiques (National Register of Historic Places ; NRHP) par le National Park Service (NPS) le 8 mai 1980 et fut ajouté 16 ans plus tard sur la liste des Chicago Landmarks (CL) par la Commission on Chicago Landmarks (CCL) de la ville de Chicago le 10 juin 1996.

## Histoire
Le Ludington Building a été commandé par Mary Barnes Ludington pour les besoins de l'American Book Company, une entreprise appartenant à son mari Charles Barnes. L'American Book Company dû construire le bâtiment pour abriter ses bureaux, ses presses à imprimer, ses opérations d'emballage et d'expédition. La charpente du bâtiment a été conçue pour résister au poids et aux vibrations des presses, qui étaient à l'origine situées entre les 4e et 6e étage, et pour l'extension prévue de 8 étages (ce rajout aurait porté le bâtiment à 16 étages mais le projet ne fut pas abouti). Son statut d'usine de fabrication détermina la forme du Ludington Building. Sa conception est typique des bâtiments commerciaux construits à l'époque par les architectes et les ingénieurs de l'École de Chicago, mêlant à la fois l'esthétisme pour l'extérieur avec un aspect élégant et des espaces intérieurs spacieux et fonctionnels.
Idéalement bien situé entre le terminal de la gare de Grand Central (entre Harrison Street et Wells Street) et la gare centrale de l'Illinois Central Railroad (entre Michigan Avenue et Roosevelt Road), l'emplacement du Ludington Building le rendait particulièrement efficace pour la distribution des produits de l'American Book Company.
Le Ludington Building appartenait aux descendants de ses propriétaires d'origine jusqu'en 1960, bien qu'il ait été occupé par de nombreux locataires différents, notamment la société de pâte dentifrice Pepsodent dans les années 1910 et les années 1920. En 1960, il a été vendu à Warshawsky and Company, une entreprise de distribution de pièces automobiles, pour être utilisé comme installation de stockage. Actuellement, il est l'un des dix-sept bâtiments qui composent le campus du Columbia College of Chicago. Le Columbia College of Chicago a acheté le bâtiment à Warshawsky en 1999. Le Ludington Building abrite actuellement le Center for Book and Paper Arts du Columbia College, une partie du département de cinéma et de vidéo, la Glass Curtain Gallery et le Conaway Multicultural Center.